# Kutry rakietowe typu Helsinki
Kutry rakietowe typu Helsinki – fińskie kutry rakietowe z lat 80. XX wieku. W latach 1980–1986 w stoczni Wärtsilä Hietalahti w Helsinkach zbudowano cztery jednostki tego typu, które weszły do służby w Fińskiej Marynarce Wojennej w latach 1981–1986. Dwie pierwsze jednostki („Helsinki” i „Turku”) zostały skreślone z listy floty w 2002 roku, a dwie pozostałe („Oulu” i „Kotka”) zostały w 2008 roku sprzedane Chorwacji, gdzie służą odpowiednio pod nazwami „Vukovar” i „Dubrovnik” (stan na 2020 rok).

## Projekt i budowa
Projekt jednostek typu Helsinki powstał w Finlandii w 2. połowie lat 70. w celu stworzenia nowoczesnych i silnie uzbrojonych okrętów patrolowych, o znacznie lepszych parametrach od eksploatowanych ówcześnie radzieckich kutrów rakietowych projektu 205. Konstruktorzy stoczni Wärtsilä i specjaliści z Marynarki wzięli też pod uwagę doświadczenia płynące z eksploatacji pierwszego rodzimego kutra rakietowego – „Isku”. Jednostka prototypowa – „Helsinki” przeszła wiele prób i doświadczeń, które doprowadziły do wprowadzenia ulepszeń do projektu jeszcze przed budową kolejnych okrętów tego typu. Zmiany konstrukcyjne objęły m.in. zastosowanie innych śrub napędowych, przesunięcie sterów, modyfikację głównego stanowiska dowodzenia (GSD) i instalacji elektrycznej oraz montaż stępek przechyłowych.
Okręty typu Helsinki zostały zamówione w stoczni Wärtsilä Hietalahti w Helsinkach w 1978 roku (prototyp) i w 1983 roku (kolejne trzy jednostki). Zwodowano je i ukończono w latach 1980–1986.
| Okręt           | Stocznia | Zamówienie          | Wodowanie        | Wejście do służby   | Los                           |
| --------------- | -------- | ------------------- | ---------------- | ------------------- | ----------------------------- |
| „Helsinki” (60) | Wärtsilä | 5 października 1978 | 5 listopada 1980 | 1 września 1981     | wycofany 2002                 |
| „Turku” (61)    | Wärtsilä | 13 stycznia 1983    | 1985             | 3 czerwca 1985      | wycofany 2002                 |
| „Oulu” (62)     | Wärtsilä | 13 stycznia 1983    | 1985             | 1 października 1985 | 2009 → Chorwacja: „Vukovar”   |
| „Kotka” (63)    | Wärtsilä | 13 stycznia 1983    | 1986             | 16 czerwca 1986     | 2009 → Chorwacja: „Dubrovnik” |

## Dane taktyczno-techniczne
Okręty są kutrami rakietowymi o długości całkowitej 45 metrów, szerokości 8,9 metra i zanurzeniu 3 metry. Gładkopokładowe kadłuby jednostek oraz nadbudówki zostały wykonane ze stopu aluminium. Wyporność standardowa wynosi 250 ton, a pełna 280 ton. Siłownię okrętów stanowią trzy silniki wysokoprężne MTU 16V538 TB92 o łącznej mocy 10 230 KM, napędzające poprzez wały napędowe trzy śruby. Maksymalna prędkość jednostek wynosi 30 węzłów.
Główne uzbrojenie okrętów stanowią cztery podwójne wyrzutnie przeciwokrętowych pocisków rakietowych RBS-15SF produkcji szwedzkiej, umieszczone w części rufowej. Pocisk rozwija prędkość 0,8 Ma, masa głowicy bojowej wynosi 150 kg, a maksymalny zasięg sięga 70 km. Na dziobie w wieży znajduje się pojedyncza armata uniwersalna Bofors kalibru 57 mm Mark 1 L/70. Masa naboju wynosi 2,4 kg, donośność sięga 17 000 metrów, a szybkostrzelność teoretyczna 200 strz./min. W tylnej części nadbudówki znajdują się dwie podstawy, na których są zainstalowane podwójne stanowiska działek plot. Sako kal. 23 mm L/87 (licencyjna radziecka ZU-23-2).
Broń przeciwpodwodną stanowią dwie rufowe zrzutnie bomb głębinowych.
Wyposażenie radioelektroniczne obejmuje m.in. radar nawigacyjny Raytheon ARPA, radar wykrywania celów 9GA 208, radar kontroli ognia 9LV 225, optoelektroniczny system kierowania ogniem Saab EOS 400 i sonar Simrad Marine SS 304. Na pokładzie umieszczono też wyrzutnię pocisków zakłóceń pasywnych Philips Philax, a po obu stronach wieży Boforsa zainstalowano dwie trójprowadnicowe wyrzutnie pocisków oświetlających kal. 103 mm.
Załoga pojedynczego okrętu składa się z 30 oficerów, podoficerów i marynarzy.

## Służba

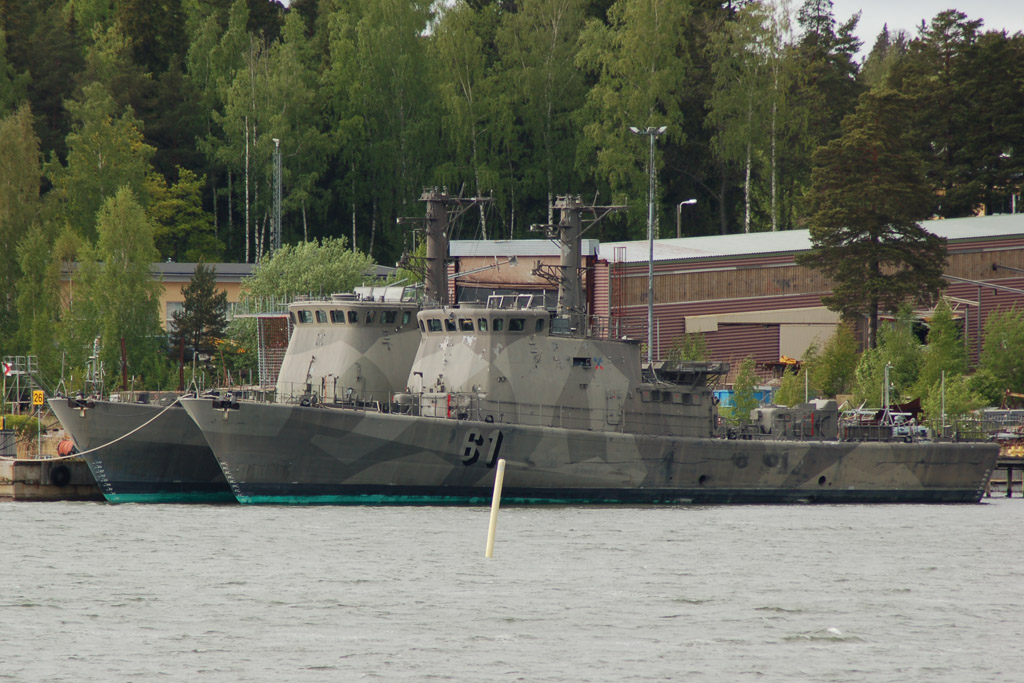
Wycofane ze służby „Turku” i „Helsinki” w 2006 r.

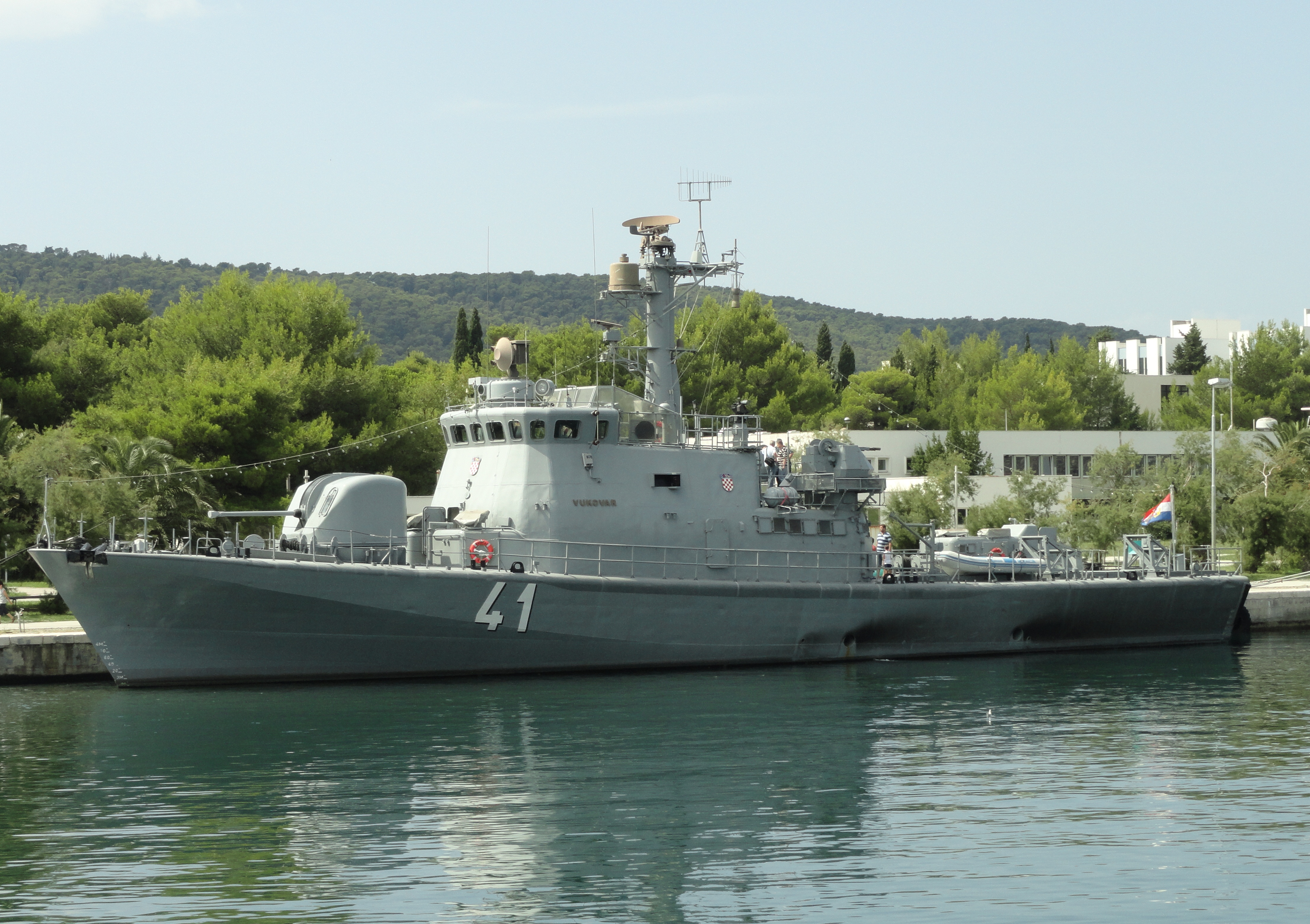
„Vukovar” (RTOP-41) w 2011 r.

### Merivoimat
Okręty typu Helsinki zostały sukcesywnie wcielane do służby w Fińskiej Marynarce Wojennej, co miało miejsce w latach 1981–1986. Kutry otrzymały numery burtowe 60–63. W latach 90. na okrętach zainstalowano konsole w bojowym centrum informacyjnym (BCI), przygotowano miejsce na rufie do instalacji dodatkowego holowanego sonaru Finnyards Sonac/PTA (zamiast jednej z wyrzutni rakiet RBS-15) i zamontowano ulepszone działka plot. Sako kal. 23 mm. Na początku XXI wieku dostosowano podstawy działek plot. Sako do zamiennej instalacji wyrzutni rakiet plot. Mistral (podobnie jak na nowszych okrętach typu Rauma).
Kutry typu Helsinki wchodziły w skład 6. Dywizjonu Ścigaczy (6. Ohjuslaivueeseen), bazując w Pansio (Turku). Dwa okręty („Helsinki” i „Turku”) wycofano ze służby w 2002 roku i poddano „kanibalizacji”, pozyskując części zamienne dla pozostałych jednostek. W 2005 roku wycofano ze służby i poddano konserwacji „Oulu”, a w 2007 roku skreślono z listy floty kuter „Kotka”.

### Hrvatska ratna mornarica
W czerwcu 2008 roku firma Patria uzyskała zgodę rządu na sprzedaż „Oulu” i „Kotki” do Chorwacji. Kontrakt podpisano 16 lipca w Zagrzebiu, a 13 października w Turku odbyła się uroczystość przekazania okrętów. 16 października obie jednostki trafiły na pokład statku do przewozu ładunków wielkogabarytowych „Grietje” i zostały przewiezione do Szybeniku, gdzie poddano je remontowi stoczniowemu. Łączny koszt pozyskania, transportu i remontu dwóch kutrów wyniósł ok. 10 mln euro. 26 stycznia 2009 roku w bazie morskiej Lora koło Splitu odbyła się uroczystość wcielenia „Oulu” i „Kotki” w skład Chorwackiej Marynarki Wojennej odpowiednio pod nazwami „Vukovar” (RTOP-41) i „Dubrovnik” (RTOP-42).
Okręty nadal służą w chorwackiej flocie (stan na 2020 rok) .